# La Llosa (Eroles)
La Llosa és un paratge del terme municipal de Tremp, al Pallars Jussà, dins de l'antic terme de Fígols de Tremp.
Està situat al nord-oest d'Eroles i al nord-est de Claramunt, més a prop d'aquest darrer poble, però separat d'ell per una carena. És vall endins del barranc d'Eroles, i en aquest territpri s'origina un dels afluents del barranc esmentat: la llau de la Llosa. És al nord-oest del Coll de la Trava, al nord-est del Serrat del Boixegar i al sud-est del de Pocogul.